# Kerk van de Moeder Gods "Verzacht mijn Lijden" in Marino
De Kerk van de Moeder Gods “Verzacht mijn Lijden” (Russisch: Храм иконы Божией Матери Утоли́ моя́ печа́ли) is een Russisch-orthodoxe kerk van kathedrale omvang in Marino, een van de snelst groeiende stadsdelen in het Zuid-Oost district van Moskou.

## Geschiedenis
In 1996 werd een kleine, houten kerk gebouwd. Enkele jaren later, op 2 september 1999 werd de eerste steen gelegd voor de bouw van de grote kerk. Al op 24 februari 2001 vond de wijding van de kerk plaats door patriarch Aleksi II van Moskou. De kerk werd gewijd aan de Moeder Gods “Verzacht mijn Lijden”.
Het icoon van de Moeder Gods "Verzacht mijn Lijden" staat bij orthodoxe gelovigen bekend om de vele wonderen die het verrichtte in de tweede helft van de 18e eeuw, met name tijdens de pestuitbraak  in Rusland in 1771.

## Algemeen
De architect van de kerk is Andrej Obolenski. Het gebouw werd gefinancierd door inwoners, organisaties en bedrijven van het stadsdistrict. De kosten van de bouw bedroegen ongeveer 88 miljoen euro. Het is de eerste kerk van het stadsdeel dat meer dan 220.000 inwoners telt. De kerk heeft een vijfkoepelige bekroning. Het dak en de koepels zijn met koper belegd. Aan het interieur wordt nog gewerkt.

## Uitvaart
Op 1 maart 2024 vond in deze kerk de uitvaart plaats van Aleksej Navalny.